# Cung điện Liên bang Thụy Sĩ

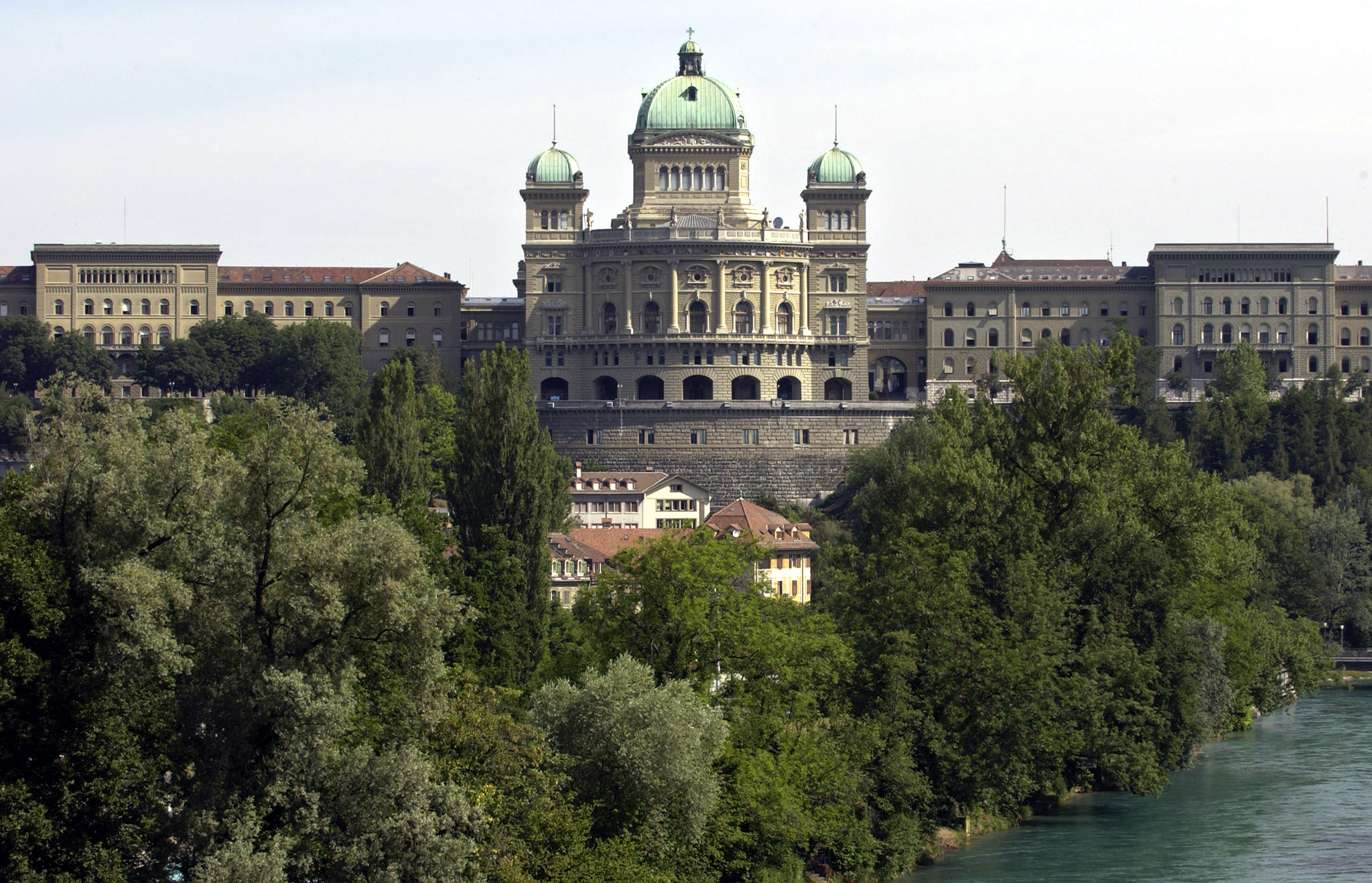
Cung điện Liên bang từ phía Nam, với cánh phía Tây và Đông.

Cung điện Liên bang (tiếng Đức: Bundeshaus, tiếng Pháp: Palais fédéral, tiếng Ý: Palazzo federale, tiếng Romansh: Chasa federala, tiếng Latinh: Curia Confœderationis Helveticæ) đề cập đến tòa nhà ở Bern, Liên bang Thụy Sĩ (cơ quan lập pháp) và Hội đồng Liên bang (điều hành). Nó bao gồm một tòa nhà hội nghị trung tâm và hai bộ phận chính phủ nhà ở (phía đông và phía tây) và một thư viện.
Hai phòng nơi Hội đồng Quốc gia và Hội đồng các Quốc gia gặp nhau được phân cách bởi Hội trường Mái vòm. Bản thân mái vòm có chiều cao bên ngoài là 64 m và chiều cao bên trong là 33 m. Các khảm ở trung tâm đại diện cho các huy hiệu Liên bang cùng với các phương châm Latin Unus pro omnibus, omnes pro uno (Một người vì mọi người, mọi người vì một người), bao quanh bởi huy hiệu của 22 bang tồn tại vào năm 1902. Các huy hiệu của bang Jura, được tạo ra vào năm 1979, được đặt bên ngoài bức tranh.
Tên trong tiếng Đức và tiếng Romansh đều có nghĩa là "ngôi nhà liên bang", trong khi cả hai tên tiếng Pháp và Ý đều dịch sang "Tòa nhà Liên bang".

## Lịch sử
Tòa nhà được thiết kế bởi kiến trúc sư Hans Auer và lễ khánh thành đã diễn ra vào ngày 1 tháng 4 năm 1902. Tổng chi phí, vào thời điểm đó, là 7.198.000 Franc Thụy Sĩ.

## Bố trí
- Liên bang
  - Hội đồng Quốc gia
  - Hội đồng các bang
- Sảnh mái vòm
- Trung tâm khách truy cập [1]

Cánh phía Tây
- Hội đồng Liên bang [2]
- Thủ tướng Liên bang Thụy Sĩ
- Bộ Ngoại giao Liên bang
- Sở Tư pháp và Cảnh sát Liên bang
- Phòng Carl Lutz.[3]

Cánh Đông
- Vụ Kinh tế, Giáo dục và Nghiên cứu Liên bang
- Bộ Quốc phòng, Bảo vệ và Thể thao Liên bang